# Леон Бінош
Лео́н Бінош (фр. Léon Binoche; 16 серпня 1878, Шам-сюр-Іонн — серпень 1962) — французький регбіст, який брав участь у літніх Олімпійських іграх 1900, чемпіон Франції в 1900 і 1902 роках.

## Спортивна кар'єра
Під час своєї спортивної кар'єри репрезентував клуб Рейсінг Клаб де Франс, з яким і отримав титул чемпіона в 1900 і 1902 році.
Разом із іншими паризькими спортсменами взяв участь у змаганнях з регбі на літніх Олімпійських іграх 1900. Виступив у двох змаганнях, коли 14 жовтня команда Франції отримала перемогу над Німеччиною з рахунком 27:17. Два тижні пізніше, вони здобули перемогу над Великою Британією з рахунком 27:8. Вигравши ці два найважливіші поєдинки, Франція отримала золоту медаль.